# Acireale
Acireale (en sicilien : Jaciriali ; en italien : Acireale) est la deuxième plus grande ville de la ville métropolitaine de Catane, en Sicile, en Italie.

## Géographie
Acireale est une ville côtière au pied de l'Etna, sur la côte de la mer Ionienne, qui possède des sources d'eaux minérales. Elle est le siège d'un diocèse, célèbre pour ses églises, y compris la basilique néo-gothique Saint-Pierre, la basilique Saint-Sébastien dans le style baroque sicilien, et le XVIIe siècle, la cathédrale d'Acireale avec un séminaire pour la formation des prêtres. Acireale est également connue pour ses peintures: la plus ancienne académie en Sicile, le «Accademia dei Dafnici e degli zelanti", s'y trouve.

## Histoire
Selon la tradition, les origines de la ville remontent à Xiphonia, une ville mystérieuse grecque maintenant complètement disparue. À l'époque romaine, il existait une autre ville grecque, Akis, qui a pris part aux guerres puniques.
Dispersée en plusieurs villages à l'époque byzantine, la ville s'agrandit au Moyen Âge autour du château (qui fait maintenant partie d'Aci Castello), étant connu sous le nom de Jachium sous les Byzantins, comme Al-Yāj (الياج) sous les Arabes et, plus tard, Aquilia. En 1169, un tremblement de terre provoque l'exil d'une majorité de la population vers le continent. Une autre Aquilia a été fondée fin XIVe siècle, plus au nord du premier noyau de la ville moderne. Le seul vestige de l'époque médiévale d'Aquilia Nova (« Nouvelle Aquilia ») est le portail de style gothico-lombarde de la cathédrale.
Au XVIe siècle, l'empereur Charles Quint libère la ville de tout lien féodal, la constituant en une commune de la Couronne. À la fin du XVIe siècle la ville comptait environ 6 à 7 000 habitants. Le plus ancien document citant le Carnaval d'Acireale date de 1594. La ville a étendu son rôle en tant que centre commercial (il a été accordé le droit de tenir un marché libre ou Fiera Franca), et a bâti de nombreux édifices. C'est aussi à cette époque que les espagnols dotent la ville de la forteresse del Tocco.
Acireale a été presque détruite par un tremblement de terre en 1693, ce qui a mis fin à sa croissance économique. Au cours de l'expédition des Mille (1861), qui a libéré la Sicile du royaume de Naples, Acireale fut la première ville à se rebeller contre les Bourbons.

Ruines du village de Mortara après le tremblement de terre de 1914. Université Caen-Normandie.
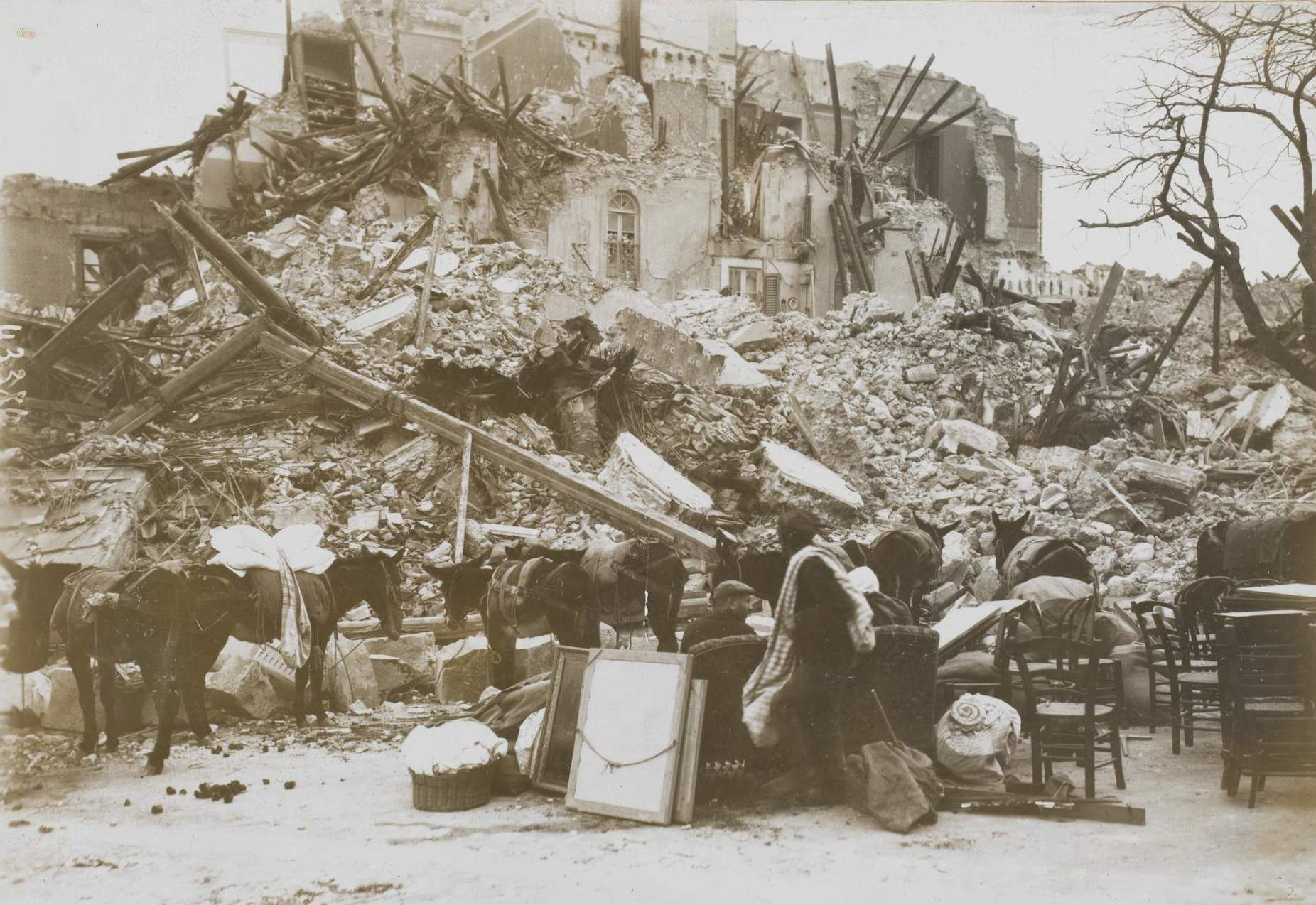
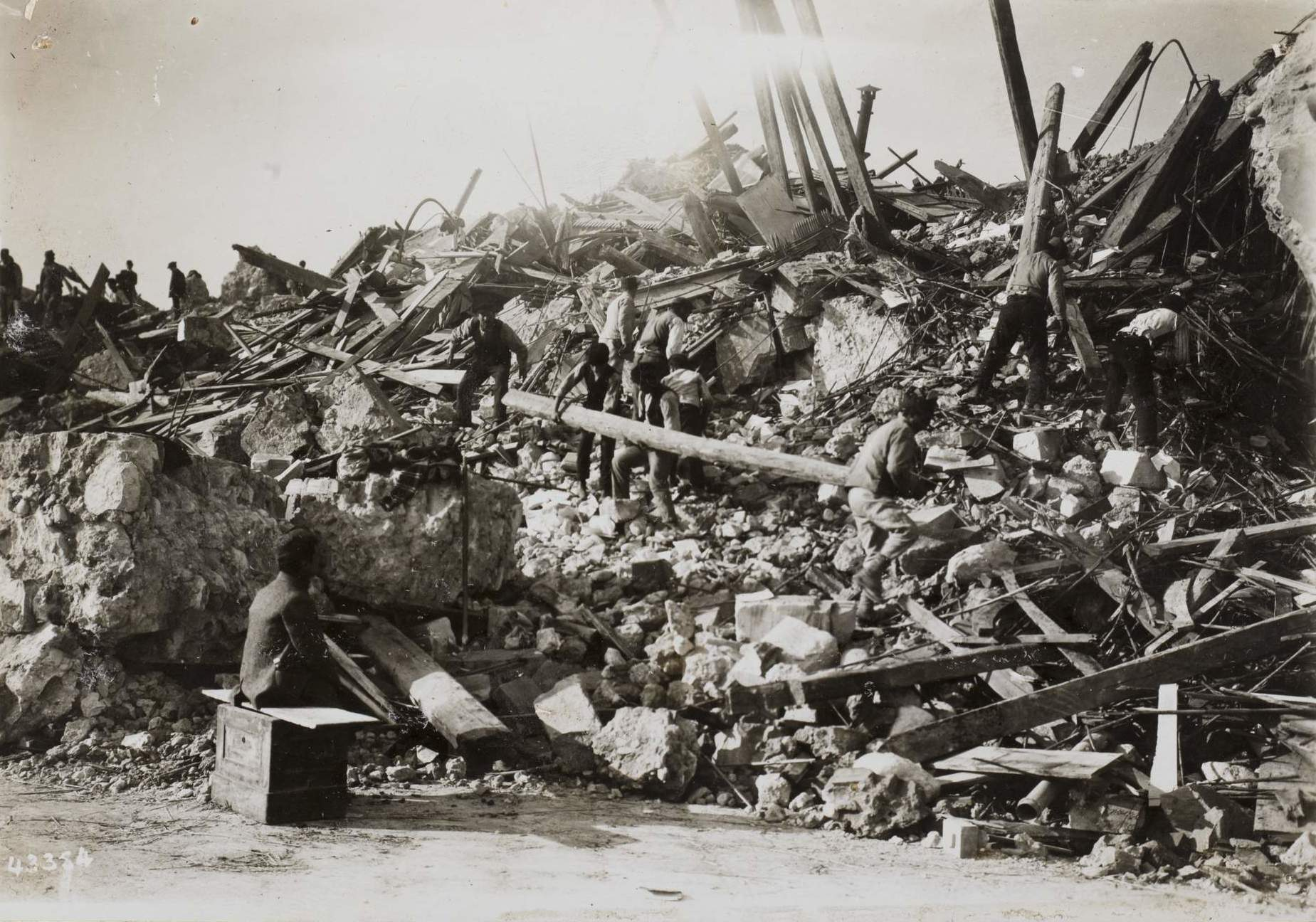
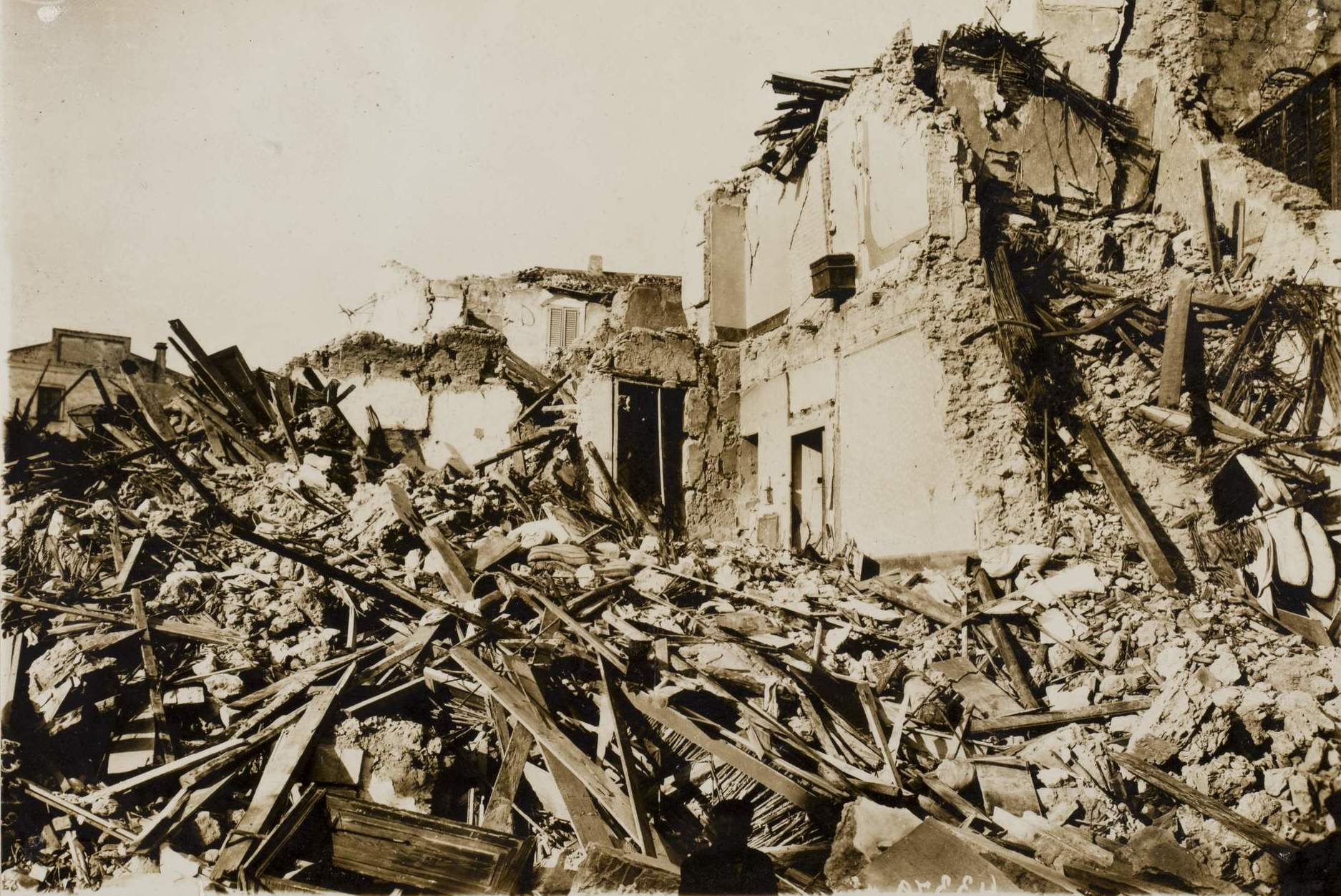

En 1941, elle est bombardée par les Alliés, entraînant de nombreuses victimes civiles.

Acireale pendant la seconde guerre mondiale
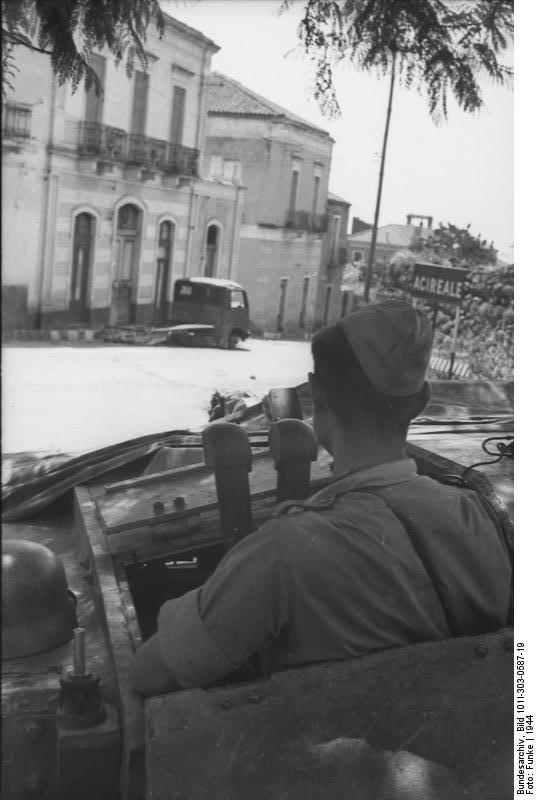
Soldat italien en 1943, Archives fédérales.
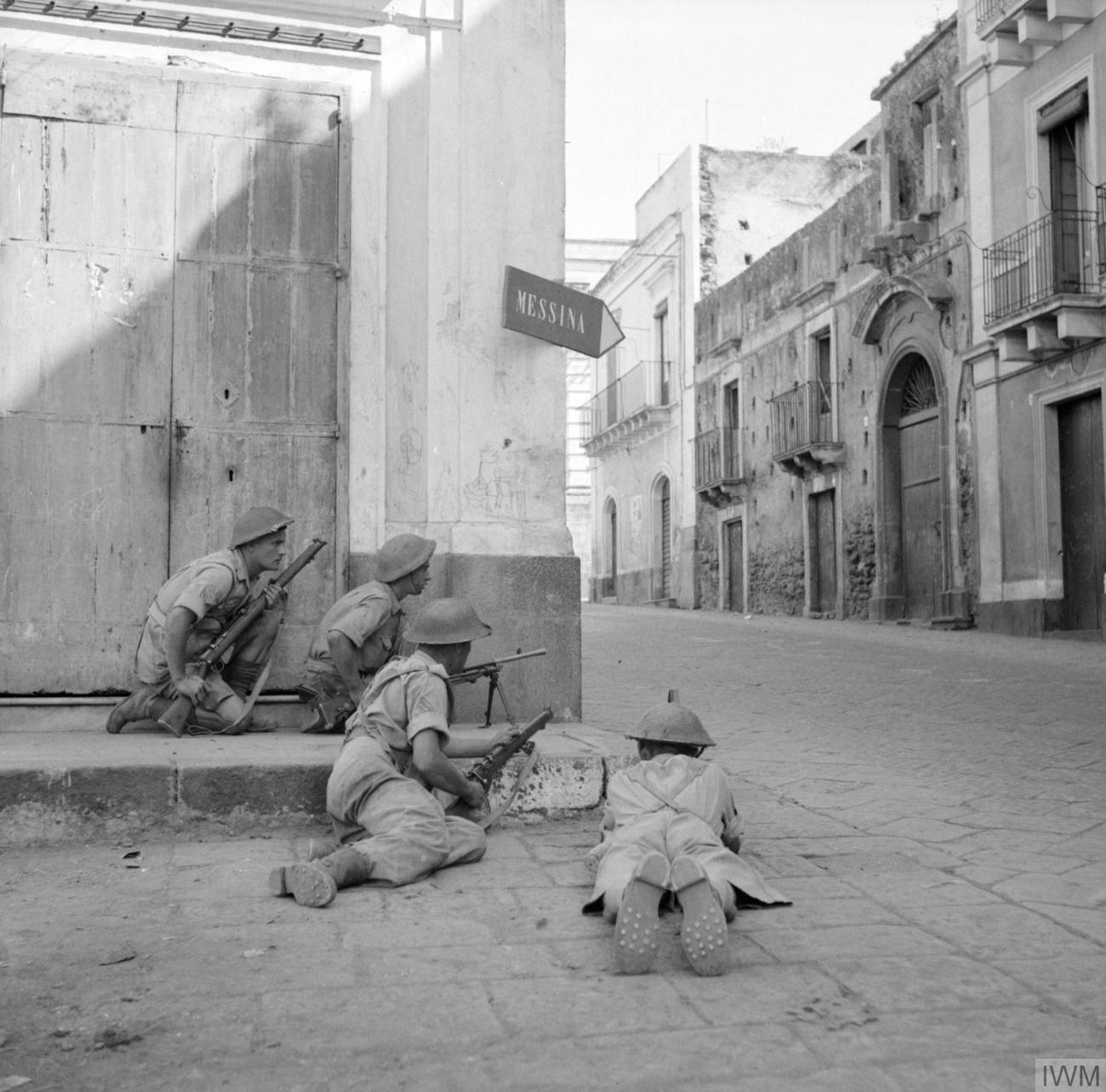
Soldats britanniques en 1943, Imperial War Museum
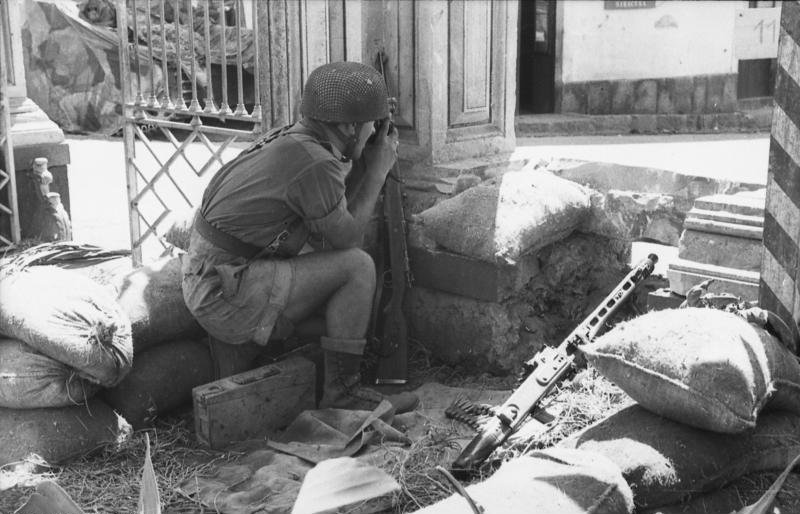
Soldat italien en 1944, Archives fédérales allemandes.

## Patrimoine
L'église San Biagio à Acireale contient quelques-unes des reliques du bienheureux Gabriele Allegra, qui est entré au séminaire franciscain en 1918.
La basilique collégiale Saint-Sébastien, grande église baroque du XVIIe siècle.

Les autres lieux remarquables sont la villa Belvedere, un grand parc public avec vue sur la mer Ionienne, la Piazza Duomo avec la cathédrale et la forteresse del Tocco. 
Au sud de la Piazza Duomo, se trouve la partie la plus ancienne de la ville, avec de beaux bâtiments historiques baroques, y compris le Palazzo Pennisi et Palazzo Modo du XVIIe siècle. Le centre-ville commercial est situé principalement dans les rues adjacentes, notamment sur le Corso Umberto et Corso Italia qui sont les principales artères de la ville.
Acireale est célèbre dans toute la Sicile pour ses spectaculaires chars, les costumes, et des défilés durant la saison du carnaval, qui attire de nombreux touristes et visiteurs.

## Images

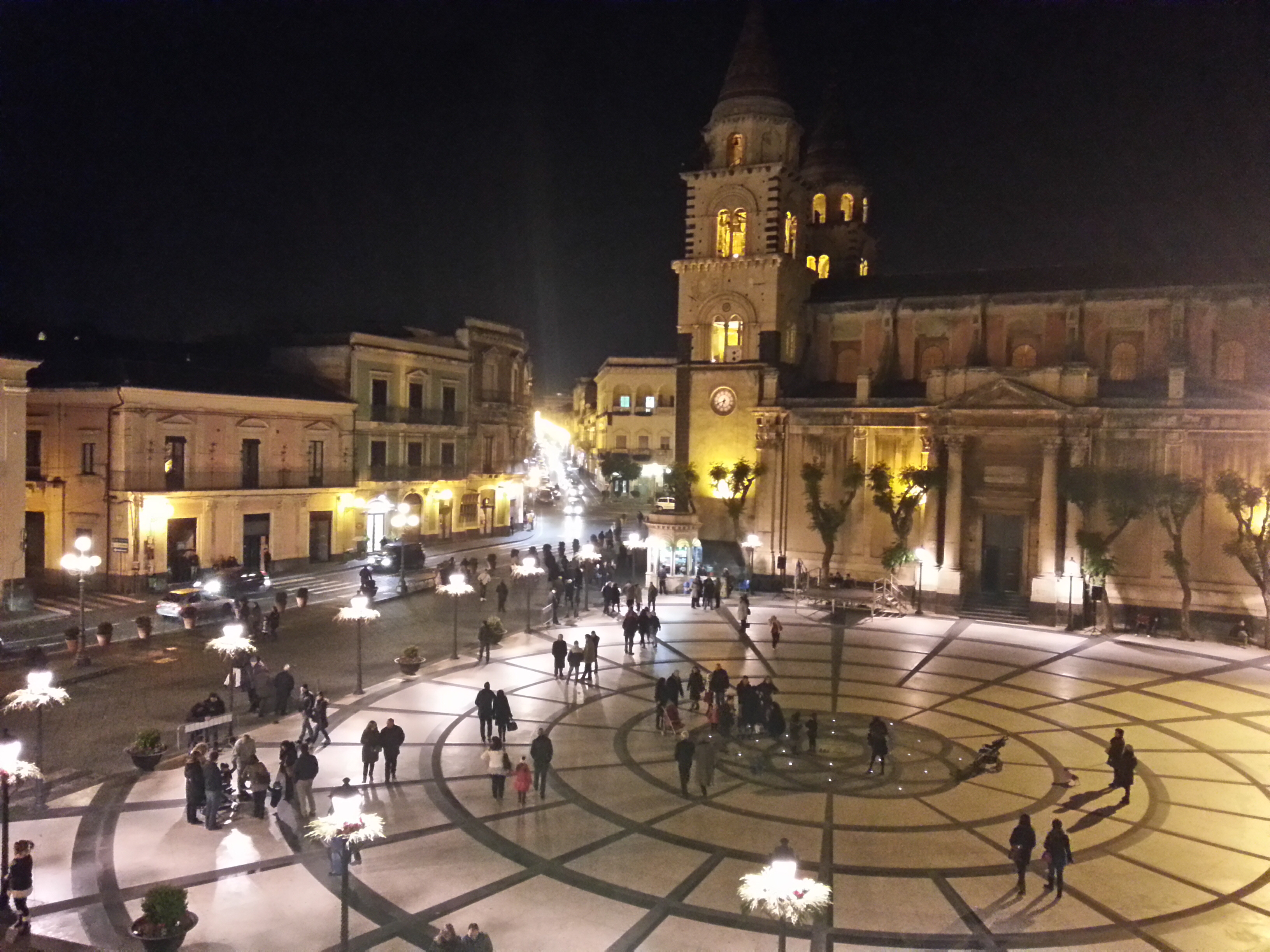
Piazza Duomo
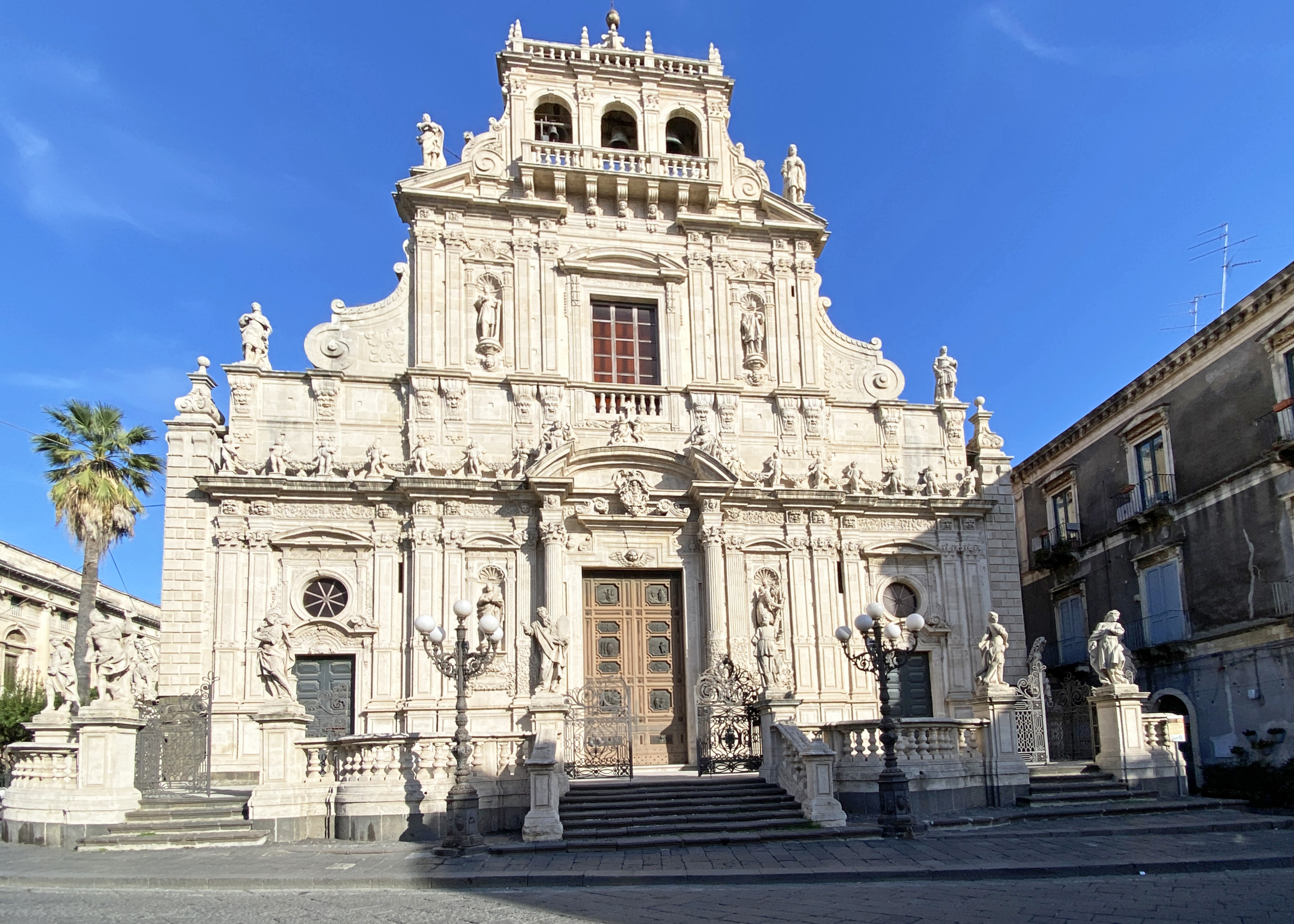
Basilique Collégiale Saint Sébastien
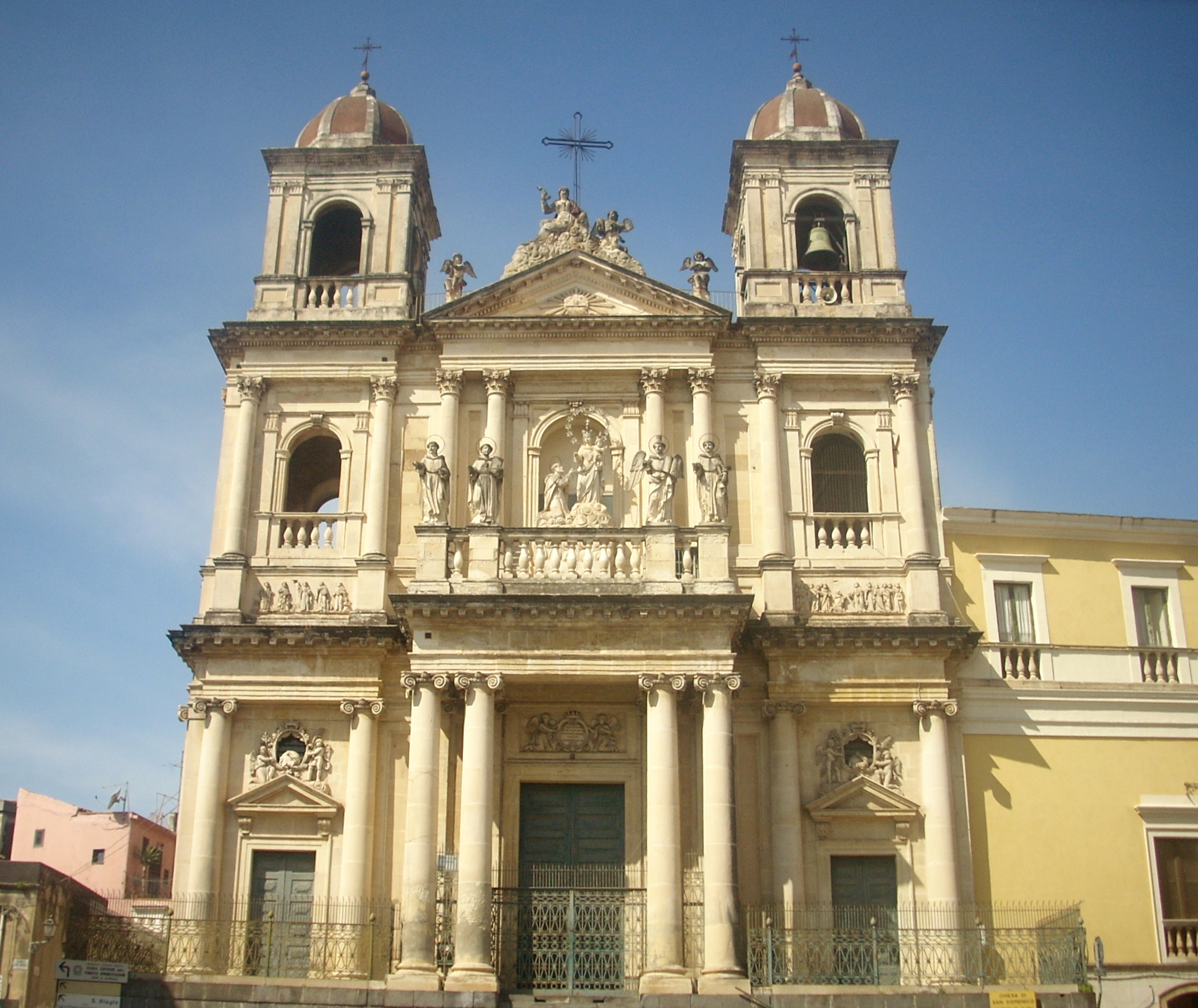
Eglise San Domenico
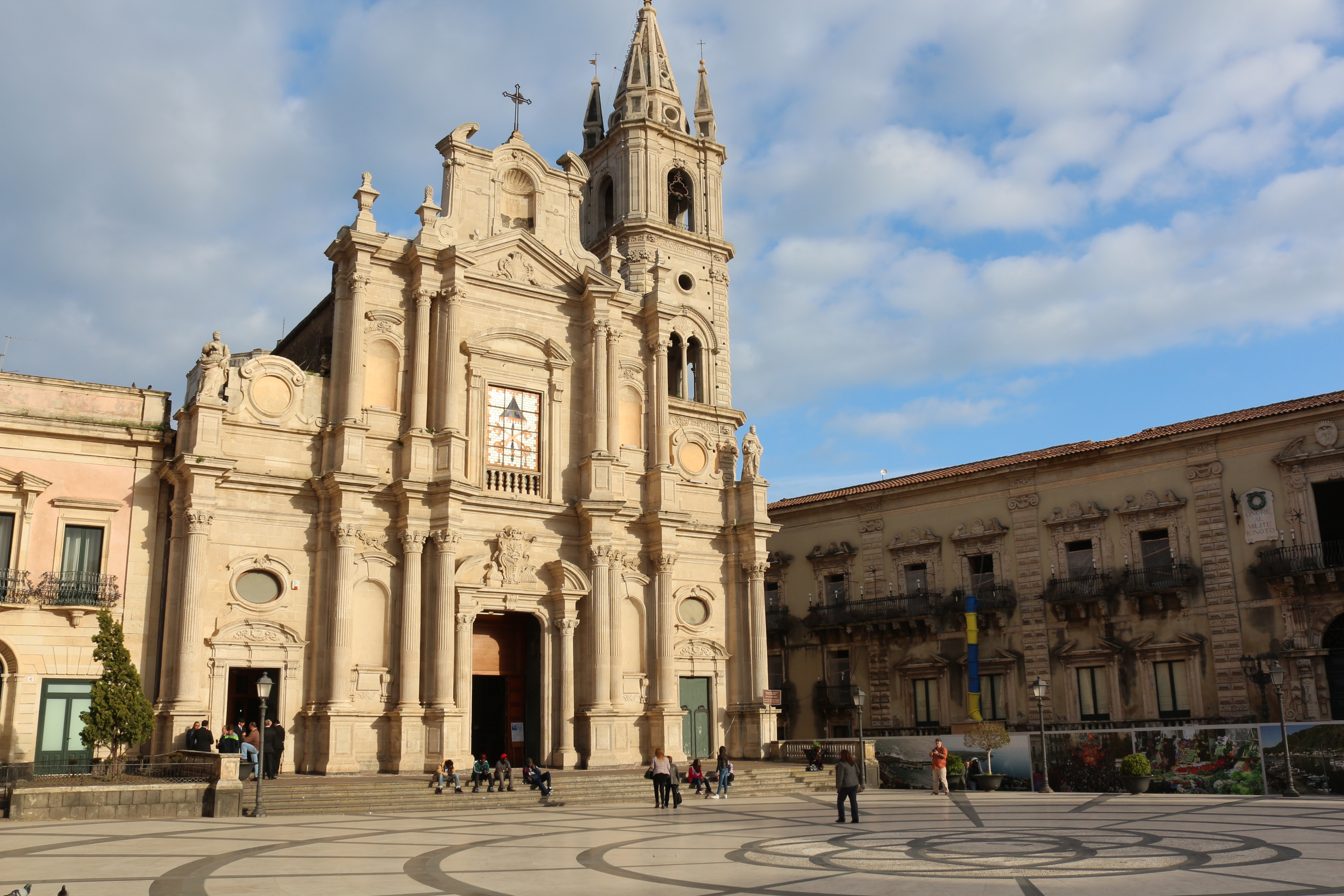
Basilique des Saints Pierre et Paul
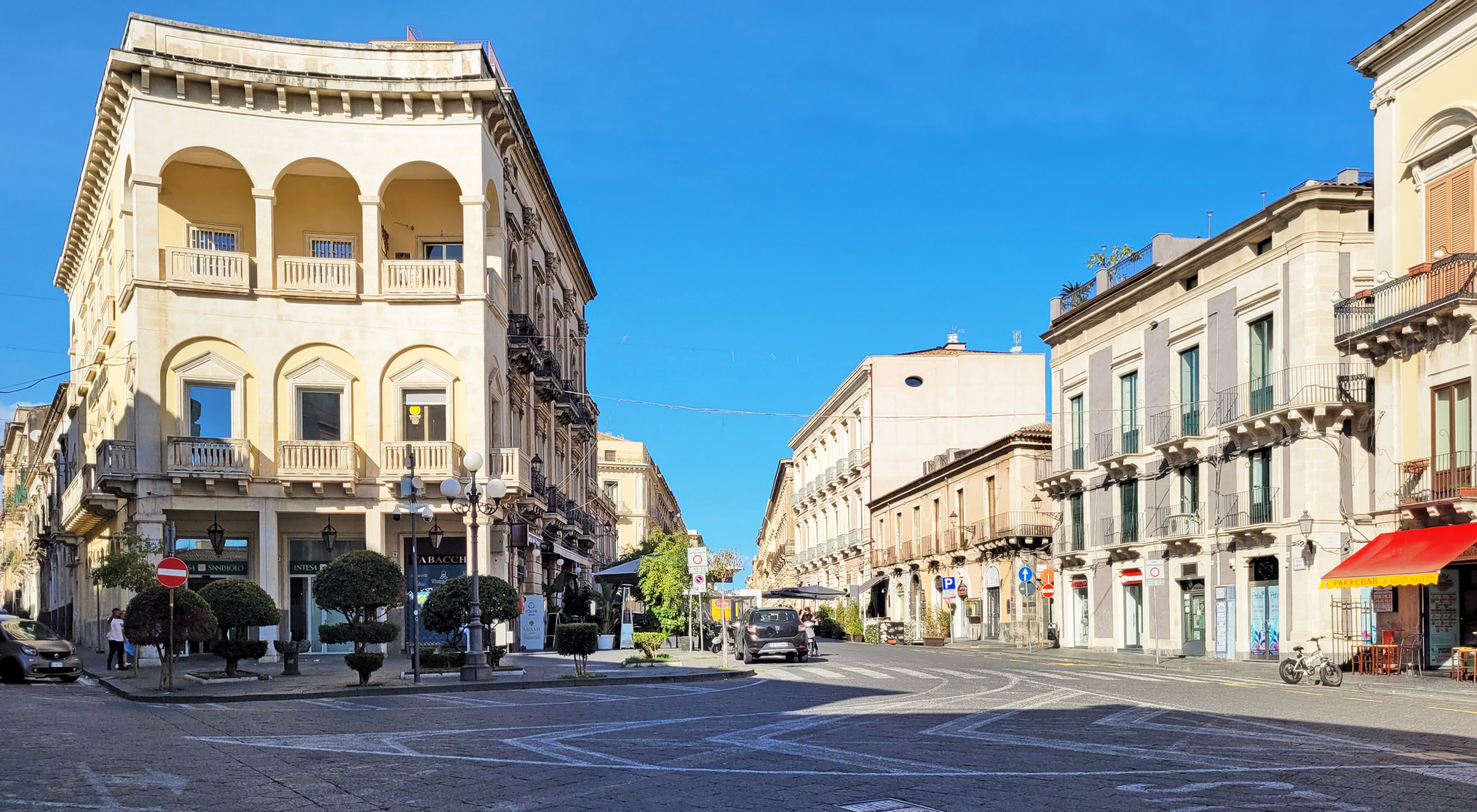
Corso Umberto I

## Personnalités nées dans la ville
- Pietro Paolo Vasta (1633-1691), peintre.
- Ruggero Romano (1895-1945), ministre des travaux publics pendant la période fasciste.
- Francesco Pennisi, (1934-2000), compositeur.
- Daniela Rocca (1937-1995), actrice.

## Administration
| Période                                  | Période  | Identité         | Étiquette    | Qualité |
| ---------------------------------------- | -------- | ---------------- | ------------ | ------- |
| 28 juin 2004                             | En cours | Antonino Garozzo | Forza Italia |         |
| Les données manquantes sont à compléter. |          |                  |              |         |

### Hameaux
Aci Platani, Balatelle, Capomulini, Fiandaca, Guardia, Loreto, Mangano, Pennisi, Piano d'Api, Pozzillo Inferiore, Pozzillo Superiore, San Cosimo, Santa Maria La Scala, Santa Tecla, Santa Caterina, Santa Maria degli Ammalati, Santa Maria delle Grazie, Santa Maria la Stella (avec côté est, une partie sur le territoire de la commune de Aci Sant'Antonio), San Giovanni Bosco, Scillichenti e Stazzo.

### Communes limitrophes
Aci Castello, Aci Catena, Aci Sant'Antonio, Giarre, Riposto, Santa Venerina, Zafferana Etnea

## Jumelages
- Viareggio (Italie)
- Mar del Plata (Argentine)